# Juan Manuel Gigena Ábalos
Juan Manuel Gigena Ábalos (24 de diciembre de 1980) es músico argentino, guitarrista, productor y miembro de los grupos musicales de Argentina Ciro y los Persas desde su inicio en el año 2009 y Los Piojos desde 2024. 

## Carrera musical
Juan Gigena Ábalos viene de una familia de músicos. Desde muy chico tuvo su amor por la profesión al pasar horas escuchando a Los Hermanos Ábalos, el grupo de su familia.
En 2009 se forma la banda de rock argentina Ciro y los Persas. Liderados por Andrés Ciro Martínez comenzaron a tocar en todos los festivales de rock del país. Seguidos por un público fiel a Ciro, hicieron más de treinta Luna Park y estadios como el Malvinas Argentinas, Ferro y Vélez. A fines de 2018 tocaron en River para 60 mil personas. Grabaron 4 discos, 2 DVD y un vinilo. Abrieron para los Rolling Stones y Paul McCartney. Comenzaron el 2019 tocando en Mar del Plata ante 135 mil personas.
Juan es el director artístico y productor de "Vitillo Ábalos, El Disco de Oro, Folklore de 1940, fonogramas de Los Hermanos Ábalos", que recibió el premio Gardel 2017 al mejor álbum en su género.
Es el impulsor del documental "Ábalos, una historia de 5 hermanos", dirigido por Josefina Zavalía Ábalos y Pablo Noé, película que ganó premios internacionales y declarada de interés cultural en la Legislatura de la Ciudad Autónoma de Buenos Aires.
Además de su trabajo con Ciro y los Persas, Juan es el creador y guitarrista de la banda Gauchos of the Pampa, un proyecto que fusiona el folclore argentino con elementos del rock. Gauchos of the Pampa es una propuesta musical que se destaca por la reinterpretación de la música tradicional argentina, trayendo sonidos contemporáneos a géneros como la zamba y la chacarera. El proyecto ha ganado reconocimiento por su capacidad de conectar las raíces del folclore con un público moderno, manteniendo viva la esencia de la música de las pampas argentinas. La banda ha ofrecido conciertos en diversos escenarios, compartiendo su visión única del cruce entre el rock y las tradiciones culturales argentinas.
El enfoque de Gigena Ábalos en este proyecto refleja su deseo de rendir homenaje a sus raíces folclóricas, siendo descendiente de músicos que han marcado la historia del folclore en Argentina. Esta combinación de estilos resalta la versatilidad del guitarrista, quien continúa explorando nuevas formas de expresión musical sin perder de vista su herencia cultural.
Desde el 27 al 31 de agosto en las cuentas oficiales de Los Piojos en Instagram y X, se publicaron distintos teasers con diferentes imágenes dándole a entender a los piojosos que se acercaba un anuncio. El 30 de agosto en el show de Ciro y los Persas, Andrés ante los gritos del público pidiendo por Los Piojos declaró: "Pronto habrá señales". El teaser del 31 finalizó con una fecha y hora, el 4 de septiembre y 12:57, que es la hora en donde se estaban publicando los videos. Finalmente, ese día se anunció la vuelta de la banda, donde brindará cinco shows para el 14, 15, 18, 21 y 22 de diciembre, y dos shows para el 25 y 26 de enero de 2025 en el Estadio Único de La Plata. El 20 de septiembre, con el anuncio de la venta de entradas, se confirmó la alineación que formaría parte de la vuelta. Daniel Buira, Sebastián Cardero, quien había tenido un juicio contra la banda post-separación y la novedad de Juan, quien había realizado una prueba para entrar a la banda post salida de Piti; a estos se le sumarán Ciro, Piti, Chucky de Ipola y Changuito Farías Gómez.

## Discografía
Álbumes de estudio
Con Ciro y Los Persas
- Espejos (2010)
- 27 (2012)
- Naranja persa (2016/18)
- Guerras (Un viaje en el tiempo) (2020)
- Sueños (Un viaje en el tiempo) (2022)

Álbumes en vivo
Con Ciro y Los Persas
- Qué placer verte otra vez (2015)
- Ciro y los Persas en el Estadio de River (2019)

## Videografía
Videografía de Ciro y los Persas.
| Año  | Canción                      | Disco                                    |
| 2010 | Antes y después              | Espejos                                  |
| 2011 | Insisto                      | Espejos                                  |
| 2011 | Vas a bailar                 | Espejos                                  |
| 2012 | Astros                       | 27                                       |
| 2013 | Mírenla                      | 27                                       |
| 2013 | Me gusta                     | 27                                       |
| 2014 | Caminando                    | 27                                       |
| 2014 | Barón Rojo                   | 27                                       |
| 2015 | Ciudad animal (en vivo)      | Qué placer verte otra vez                |
| 2015 | Antes y después (en vivo)    | Qué placer verte otra vez                |
| 2015 | Tan solo (en vivo)           | Qué placer verte otra vez                |
| 2016 | Similar                      | Naranja persa                            |
| 2016 | Luz                          | Naranja persa                            |
| 2017 | Juira!                       | Naranja persa                            |
| 2017 | Toaster (Give Me Back My)    | Naranja persa                            |
| 2018 | Prometeo                     | Naranja persa                            |
| 2018 | Dice                         | Naranja persa                            |
| 2018 | Dale Darling                 | Naranja persa                            |
| 2019 | Por cel                      | Naranja persa                            |
| 2019 | Banda de garage (En vivo)    | Ciro y los Persas en el Estadio de River |
| 2019 | Astros (En vivo)             | Ciro y los Persas en el Estadio de River |
| 2019 | Por cel (En vivo)            | Ciro y los Persas en el Estadio de River |
| 2019 | Dientes de cordero (En vivo) | Ciro y los Persas en el Estadio de River |
| 2019 | Dale Darling (En vivo)       | Ciro y los Persas en el Estadio de River |
| 2020 | Moby Dick (Juntos)           |                                          |
| 2020 | El farolito (Acústico)       | Guerras (Un viaje en el tiempo)          |
| 2021 | Pacífico (sinfónico)         | Sueños (Un viaje en el tiempo)           |